# La Banda dei FuoriClasse
La Banda dei FuoriClasse è stato un programma televisivo italiano e trasmesso su Rai Gulp a partire dal 20 aprile 2020 fino a novembre 2021. Il programma era prodotto da Rai Ragazzi nel Centro di produzione Rai di Torino in collaborazione con il Ministero dell'istruzione e si proponeva di fornire un sostegno educativo agli alunni delle scuole primarie e secondarie di primo grado in periodo di didattica a distanza obbligatoria durante la pandemia di COVID-19.
Il programma era condotto da Mario Acampa, accompagnato dall'illustratore Gabriele Pino che durante la puntata disegnava una mappa concettuale dell'argomento trattato. Intervenivano in collegamento vari insegnanti delle scuole italiane fornendo spiegazioni delle discipline curricolari. Ad arricchire le lezioni venivano inoltre presentati degli spezzoni di video educativi forniti dagli editori CNR, MyEdu, Schooltoon, Mondadori, Rizzoli, DeAgostini, FME Education e dallo stesso repertorio di Rai Ragazzi.
Le puntate del programma venivano pubblicate anche su RaiPlay in versione normale e con la traduzione in LIS

## Edizioni

### Prima edizione
Il programma è stato presentato su Rai Gulp il 17 aprile 2020 ed è stato trasmesso sullo stesso canale dal 20 aprile al 10 giugno 2020 per un totale di 36 puntate. La trasmissione è avvenuta dalle 9:15 per tre ore di diretta giornaliere dal lunedì al venerdì; la prima di queste è rivolta agli alunni della scuola primaria, e le altre due agli alunni della secondaria di primo grado, ma tra i due spazi viene sempre mantenuto un filo conduttore.
Le lezioni più significative di questa edizione sono state riproposte in replica dal 20 luglio fino a settembre dello stesso anno ma alle 14:40 con il sottotitolo Il Ripassone.

### Seconda edizione
La seconda edizione del programma va in onda dal 28 settembre al 18 dicembre 2020 alle 14:40 per 60 puntate, sempre in diretta ma solo per un'ora e mezza. La nuova collocazione oraria permette al programma di non sovrapporsi all'orario scolastico mattutino.

### Terza edizione
La terza edizione va in onda allo stesso orario della precedente dal 1º febbraio 2021.